# Rosa kokanica
Rosa kokanica es una especie de planta del género Rosa, de la familia Rosaceae.

## Taxonomía
Rosa kokanica fue descrita por Regel ex Juz. en 1941.

## Distribución
Se encuentra en el territorio noreste de Irán hasta Mongolia y el oeste del Himalaya.